# Omri Shiff
Omri Shiff (hebräisch ספינת עומרי; * 10. November 2000 in Hod haScharon) ist ein israelischer Hürdenläufer, der sich auf die 400-Meter-Distanz spezialisiert hat.

## Sportliche Laufbahn
Erste internationale Erfahrungen sammelte Omri Shiff im Jahr 2019, als er bei den U20-Balkan-Meisterschaften in Cluj-Napoca in 52,94 s die Silbermedaille über 400 m Hürden gewann. Anschließend belegte er bei den U20-Europameisterschaften in Borås in 52,35 s den achten Platz. 2021 schied er bei den U23-Europameisterschaften in Tallinn mit 51,67 s im Halbfinale aus und im selben Jahr begann er ein Studium an der Southeastern Louisiana University in den Vereinigten Staaten. 2023 belegte er bei den Balkan-Meisterschaften in Kraljevo in 51,34 s den fünften Platz und 2025 wurde er bei der 2. Liga der Team-Europameisterschaft in Maribor in 51,63 s Fünfter im A-Lauf über die Hürden und gelangte mit der Mixed-Staffel über 4-mal 400 Meter in 3:24,04 min auf Rang fünf im B-Lauf. Anschließend gewann er bei den Balkan-Meisterschaften in Volos in 50,22 s die Silbermedaille im Hürdenlauf hinter dem Österreicher Niklas Strohmayer-Dangl.
In den Jahren von 2022 bis 2025 wurde Shiff israelischer Meister im 400-Meter-Hürdenlauf sowie 2021 über 400 Meter.

## Persönliche Bestzeiten
- 400 Meter: 47,74 s, 8. Februar 2025 in Albuquerque
- 300 m Hürden: 36,95 s, 27. Januar 2021 in Tel Aviv-Jaffa (nationale Bestleistung)
- 400 m Hürden: 49,92 s, 9. August 2025 in Oordegem